# 宽萼淫羊藿
宽萼淫羊藿（学名：Epimedium latisepalum）为小檗科淫羊藿属下的一个种。

## 扩展阅读
- 維基物種上的相關：宽萼淫羊藿